# Diego de la Cueva y Toledo
Diego de la Cueva y Toledo (Cuéllar, siglo XVI - ya en 1551) fue un noble y militar español, mayordomo de Carlos I de España.

## Biografía
Nació en el castillo de Cuéllar por ser hijo de Francisco Fernández de la Cueva, II duque de Alburquerque, y de su mujer Francisca Álvarez de Toledo, hija del I duque de Alba. Fue por tanto hermano de Beltrán II de la Cueva y Toledo, III duque de Alburquerque, del cardenal Bartolomé de la Cueva y Toledo y de Luis de la Cueva y Toledo, destacado militar.
Fue caballero de la Orden de Santiago, comendador en la misma orden de la Puebla de Sáncho Pérez (León), y de Castilnovo en la de Alcántara. Alejado por su lugar de nacimiento de la sucesión en el ducado de Alburquerque, ingresó en 1520 en el servicio de Carlos V como gentilhombre de cámara. Posteriormente, por las recurrentes y prolongadas ausencias del Emperador, sirvió a la Emperatriz Isabel de Portugal. 
Falleció en 1551, cuando ocupaba el cargo de maestresala de la Casa de Borgoña de la princesa María de Austria, esposa del archiduque Maximiliano, dejando viuda a su mujer María de Castilla.
Diego fue pieza clave en la sucesión del Ducado de Alburquerque, pues tras la muerte sin sucesión masculina de Gabriel III de la Cueva y Girón, V duque, su hijo Beltrán fue declarado pariente varón más cercano de Beltrán de la Cueva, primer titular de la casa, por lo que fue reconocido como VI duque de Alburquerque. La sucesión en la casa de Alburquerque de Beltrán III de la Cueva y Castilla se afianzó tras su matrimonio con Isabel de la Cueva y Fernández de Córdoba, hija de su primo Francisco Fernández de la Cueva y Girón, IV duque de Alburquerque.

## Matrimonio y descendencia
Contrajo matrimonio en Madrid con María de Castilla, dama de la emperatriz y de la reina Isabel, hija de Juan de Castilla y Zúñiga, segundón de los señores de Villavaquerín, y de María de Cárdenas, conocida por ser enterrada viva en el convento de Santo Domingo el Real de Madrid. Fueron padres de:
1. Beltrán III de la Cueva y Castilla, VI duque de Alburquerque y otros títulos.
2. Francisca de la Cueva y Castilla, casada con Pedro Fernández de Portillo y Villarroel, II señor de Villaviudas y Hornillos.
3. Isabel de la Cueva y Castilla, casada con su primo hermano Pedro Téllez-Girón y de la Cueva, V conde de Ureña y I duque de Osuna.
4. María de la Cueva, hija natural, casada con Antonio Velázquez, de la Casa de Velázquez de Cuéllar.